# Wyżeł
Wyżeł – pies myśliwski charakteryzujący się stójką właściwą tylko tej grupy psów. Wyżły wywodzą się z półwyspu Iberyjskiego. Przeznaczone do polowań w polu suchym, wodzie i w lesie na ptactwo i zwierzynę drobną. Średniej wielkości: od 50 do 70 cm w kłębie. Dzielą się na wyżły brytyjskie (pointer, seter angielski, seter szkocki (gordon), seter irlandzki) i kontynentalne (wyżły francuskie, niemieckie, węgierskie, włoskie i inne). Umaszczenie dowolne, sierść od krótkiej przez szorstką do długiej – zależnie od wzorca uznanego przez FCI.

## Rasy wyżłów

### Sekcja I – wyżły kontynentalne
1.1 W typie wyżła kontynentalnego
1. Dania

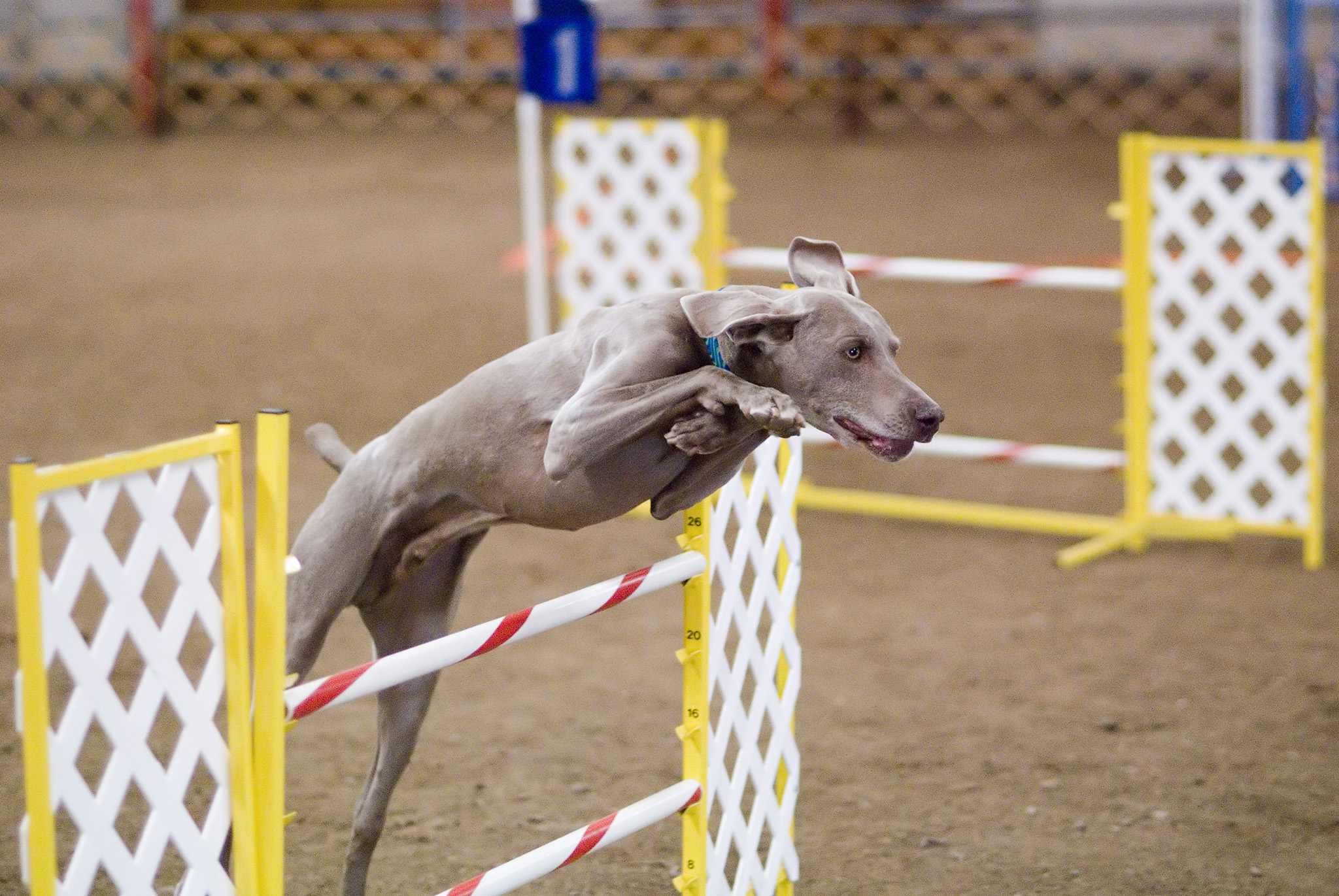
Wyżeł weimarski na agility

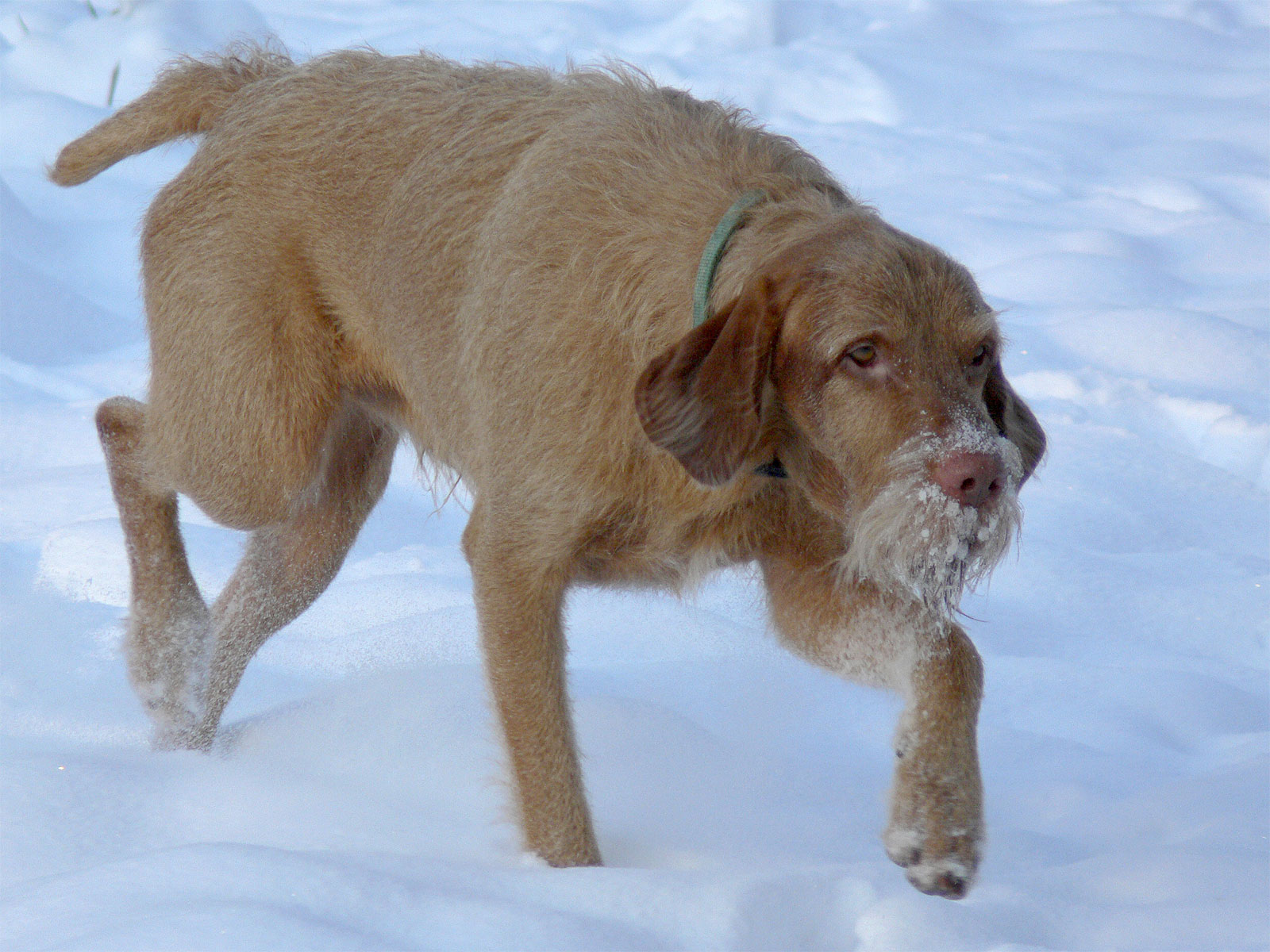
Wyżeł węgierski szorstkowłosy na śniegu

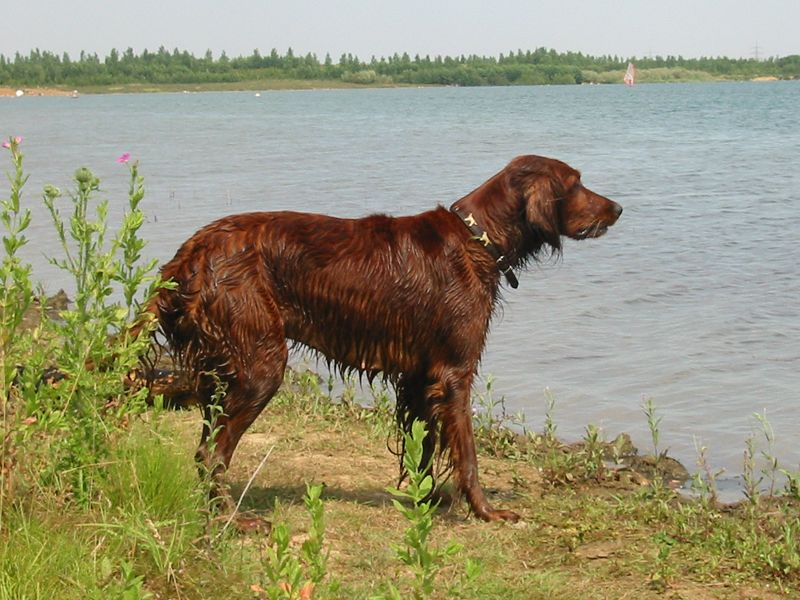
Czerwony seter irlandzki po kąpieli

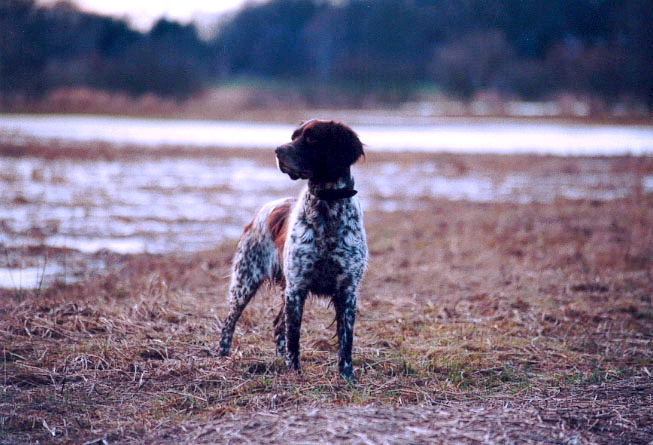
Duży wyżeł minsterlandzki

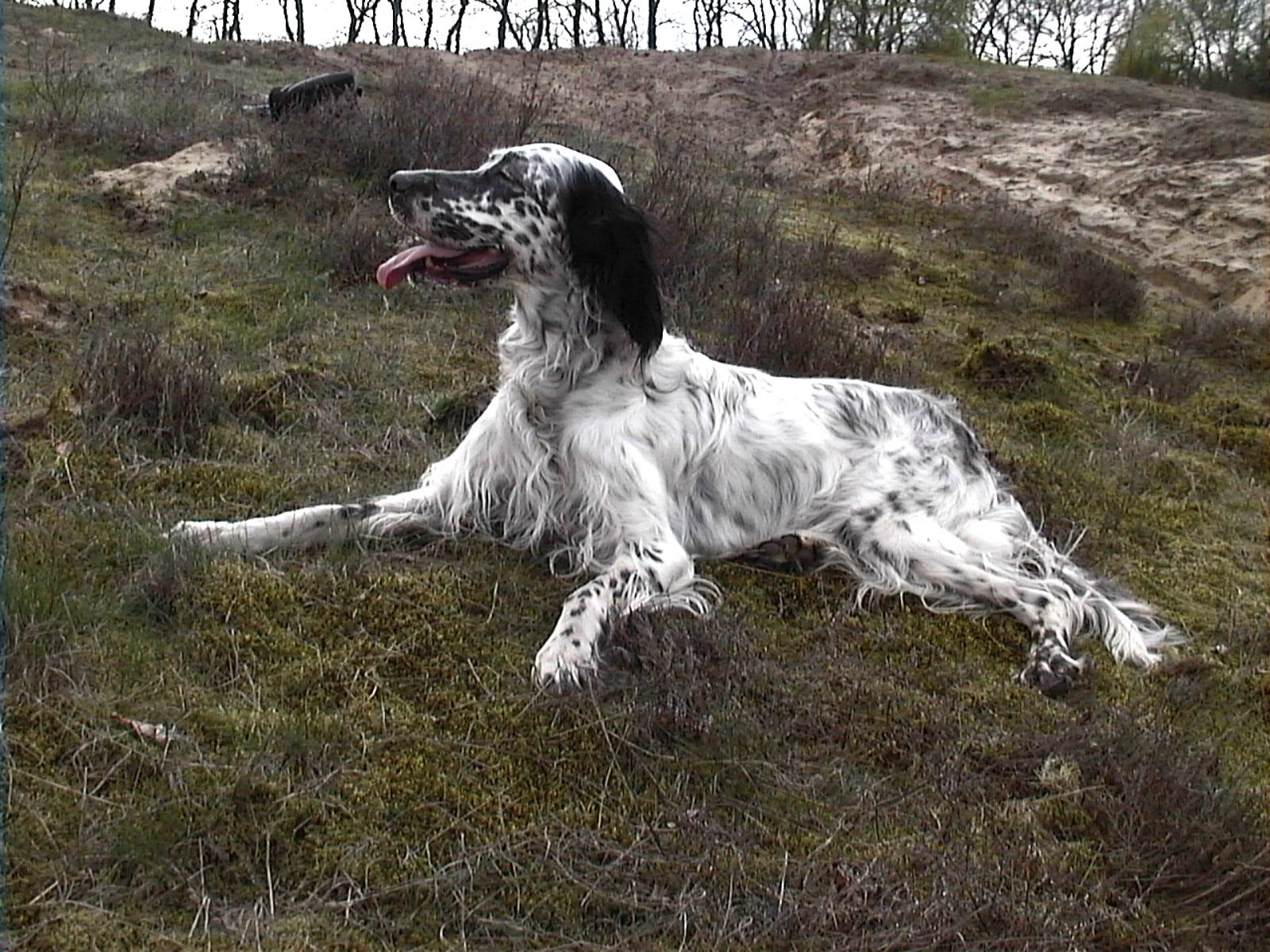
Seter angielski

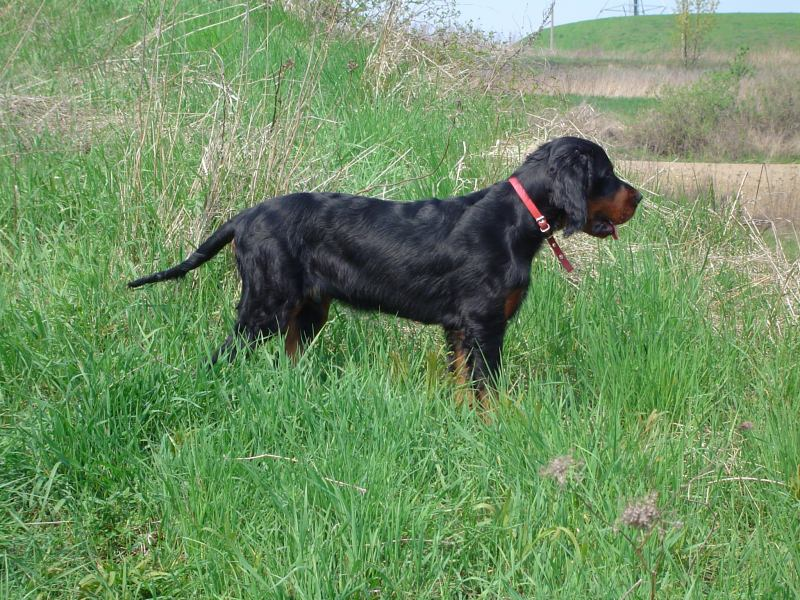
Pięciomiesięczny seter szkocki Gordon

  - wyżeł duński – 281 (Gammel Dansk Hønsehund)
2. Niemcy
  - wyżeł niemiecki krótkowłosy, Deutsch Kurzhaar – 119
  - wyżeł niemiecki szorstkowłosy, Deutsch Drahthaar – 98
  - wyżeł niemiecki ostrowłosy, Deutsch Stichelhaar – 232
  - Pudelpointer – 216
  - wyżeł weimarski, Weimaraner – 99 
    - wyżeł weimarski krótkowłosy
    - wyżeł weimarski długowłosy
3. Hiszpania
  - wyżeł hiszpański z Burgos – 90 (Perdiguero de Burgos)
4. Francja
  - Braque de l'Ariège – 177
  - Braque d’Auvergne – 180
  - Braque Dupuy – 178
  - Braque du Bourbonnais – 179
  - wyżeł gaskoński – 133 (Braque français, type Gascogne, grande taille)
  - wyżeł pirenejski – 134
  - Braque Saint-Germain – 115
5. Włochy
  - wyżeł włoski krótkowłosy – 202 (Bracco Italiano)
    - biało-pomarańczowy
    - chestnut roan
6. Węgry
  - wyżeł węgierski szorstkowłosy – 239 (Drótszőrű Magyar Vizsla)
  - wyżeł węgierski krótkowłosy – 57 (Rövidszőrű Magyar Vizsla)
7. Portugalia
  - wyżeł portugalski – 187 (Perdigueiro Português)

1.2 W typie spaniela
1. Niemcy
  - Kleiner Münsterländer – 102 (Mały wyżeł minsterlandzki)
  - Grosser Münsterländer – 118 (Duży wyżeł minsterlandzki)
  - wyżeł niemiecki długowłosy – 117 (Deutsch Langhaar)
2. Francja
  - niebieski spaniel pikardyjski – 106 (Epagneul bleu de Picardie)
  - Épagneul breton – 95 (Spaniel bretoński, brittany)
    - biały i pomarańczowy
    - inne kolory

  - spaniel francuski – 175 (Epagneul français)
  - spaniel pikardyjski – 108 (Epagneul picard)
  - spaniel Pont-Audemer – 114
3. Holandia
  - Drentse patrijshond – 224
  - wyżeł fryzyjski – 222

1.3 W typie gryfona
1. Francja
  - Gryfon Korthalsa – 107 (Griffon d'arrêt à poil dur Korthals)
  - Griffon Boulet – 174
2. Włochy
  - wyżeł włoski szorstkowłosy – 165 (Spinone italiano)
    - biało-pomarańczowy
    - chestnut roan
3. Czechy
  - czeski fousek – 245 (Ceský Fousek)
4. Słowacja
  - wyżeł słowacki szorstkowłosy - ohar – 320

### Sekcja 2 – wyżły brytyjskie i irlandzkie, setery
2.1 Pointery
1. Wielka Brytania
  - pointer – 1 (English pointer)

2.2 Setery
1. Wielka Brytania
  - seter angielski – 2 (English Setter)
  - seter szkocki – 6 (Gordon Setter)
2. Irlandia
  - seter irlandzki – 120 (Irish Red Setter)
  - seter irlandzki czerwono-biały – 330 (Irish Red and White Setter)